# Une histoire mauvaise
Une histoire mauvaise (en russe : Скверная история, Skvernaïa istoria) est une nouvelle d’Anton Tchekhov, parue en 1882.

## Historique
Une histoire mauvaise, sous-titrée Un simili roman, est initialement publiée dans la revue russe Clair obscur dans les nos 179/23 et 180/24 de juin 1882, sous le pseudonyme Antocha Tchekhonte. Aussi traduite en français sous les titres Une vilaine histoire  et Une sale histoire . 
C’est une nouvelle humoristique et noire sur les relations hommes femmes.

## Résumé
Lélia Aslovskaïa, vingt six ans, est au bal. Elle souffre de ne plus être au centre de l’intérêt des hommes. À mi-soirée, elle constate avec bonheur qu’enfin un jeune homme la fixe du regard ; il se fait présenter à elle, il s’appelle Nogtev, il est peintre, bête mais qu’importe, elle revit.
Le lendemain du bal, il fait les cent pas sous ses fenêtres. Une semaine après, il se présente chez les parents de Lélia ; il est aussitôt invité à venir peindre dans la maison de campagne des Aslovski. Aussitôt, Nogtev fait venir son frère. Le frère arrive avec un ami. Les trois hommes passent leur temps à boire et, quand ils ne sont pas ivres, ils injurient tout le monde.
Nogtev ne se déclare toujours pas. Les parents de Lélia trouvent que c’est long, car les trois invités sont coûteux à entretenir.
Lélia presse Nogtev de se déclarer. Après maintes hésitations, il lui demande d’être non sa femme mais son modèle. Elle est furieuse et chasse les trois hommes.

## Édition française
- Une histoire mauvaise, traduit par Édouard Parayre (révisé par Lily Denis), dans Œuvres, tome II, Paris, Éditions Gallimard, coll. « Bibliothèque de la Pléiade » no 220, 1970  (ISBN 2-07-010550-4)